# Reinhold Guleke
Reinhold Guleke (* 12. Mai 1834 in Salisburg, Livland; † 6. Juli 1927 in Jena; vollständiger Name: Reinhold Ludwig Ernst Guleke) war ein deutsch-baltischer Ingenieur, Architekt und Hochschullehrer.

## Leben
Reinhold Guleke besuchte die Domschule und das Gymnasium in Riga. Vom Sommersemester 1855 bis zum Wintersemester 1857/1858 studierte er an der Kaiserlichen Universität Dorpat Zoologie und Chemie und schloss sich hier der Livonia an. Vom Sommersemester 1858 bis zum Sommersemester 1859 studierte er an der École Centrale des Arts et Manufactures in Paris und vom Wintersemester 1959 bis zum Sommersemester 1861 an der Polytechnischen Schule Karlsruhe Maschinenbau. Am 3. November gehörte er zu den Stiftern der Polytechnikerverbindung Livonia, der ältesten Vorverbindung des Corps Baltica-Borussia Danzig zu Bielefeld. 1861 war er Präses des Polytechnischen Verbandes. Im Herbst 1861 schloss er das Studium als Ingenieur ab.
Von 1862 bis 1864 war er Ingenieur und Direktor der Papierfabrik Ligat. In den Jahren 1865 und 1866 war er First Secretary der Deutschen Gesellschaft der Stadt New York. Nach Europa zurückgekehrt, leitete er von 1867 bis 1869 in Livland die Trassierung von Eisenbahnlinien. Nach einer Tätigkeit als Ingenieur in Berlin von 1870 bis 1871 war er von 1872 bis 1874 Direktor der Papierfabrik Hohenkrug. 1875 wurde er zum Stadtbaumeister in Pernau ernannt. 1881 wurde er zum Universitätsarchitekten und Dozenten für Baukunst an die Universität Dorpat berufen. Diese Position hatte er bis 1906 inne. Zugleich war er von 1881 bis 1886 Architekt des Dorpater Lehrbezirks und von 1886 bis 1904 des Livländischen Stadthypothekenvereins. Von 1906 bis zu seinem Tod lebte er als Privatgelehrter in Berlin, Hamburg und Jena. Reinhold Guleke war der erste Domforscher des Doms zu Riga.

## Verwandtschaft
- Seine Schwester Maria Guleke übersetzte den ersten lettischen Roman, Mērnieku Laiki (Landvermesserzeiten), ins Deutsche.
- Sein älterer Sohn war der Mediziner Nicolai Guleke.

## Bauwerke

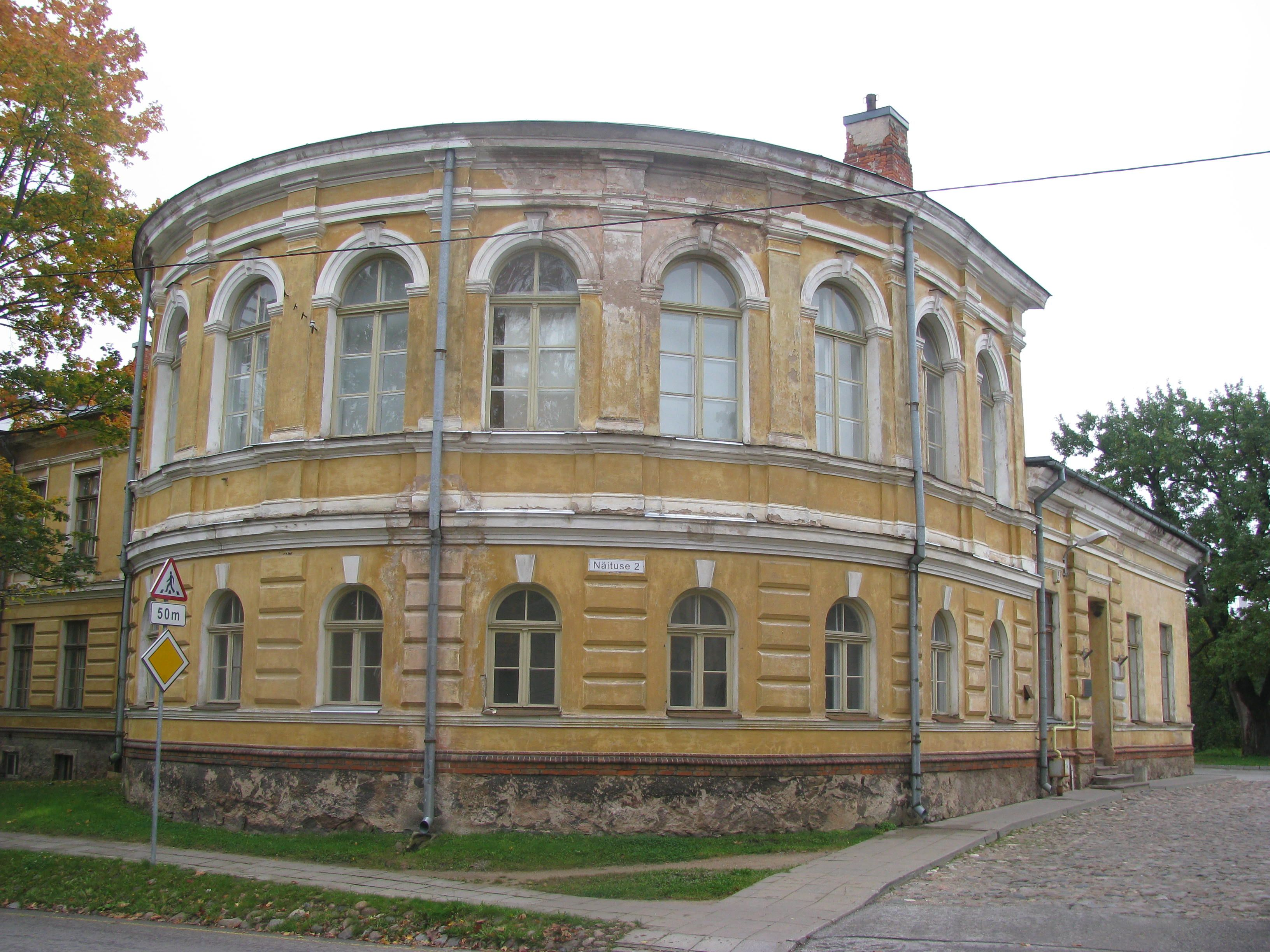
Neue Anatomie der Universität Dorpat, 1886–1888

- 1885–1886: Haus der Estonia Dorpat
- 1886–1888: Neue Anatomie der Universität Dorpat
- 1891: Wohnhaus der Familie Dehio, Dorpat[3]

## Schriften
- Baltische Verkehrs-Studien. Laakmann, Dorpat 1866.
- Figurentafeln zum Dom zu Riga. Laakmann, Dorpat 1884.
- Alt-Livland. Mittelalterliche Baudenkmäler Liv-, Est-, Kurlands und Oesels. 1896. (Es handelt sich sowohl um ein Mappenwerk in acht Teillieferungen als auch um eine zweibändige Buchpublikation.)
- Geschichte der Baudenkmäler Alt-Livlands.